# Coulée de lave
Pour les articles homonymes, voir Coulée et Lave.
 (novembre 2015).
Si vous disposez d'ouvrages ou d'articles de référence ou si vous connaissez des sites web de qualité traitant du thème abordé ici, merci de compléter l'article en donnant les références utiles à sa vérifiabilité et en les liant à la section « Notes et références ».

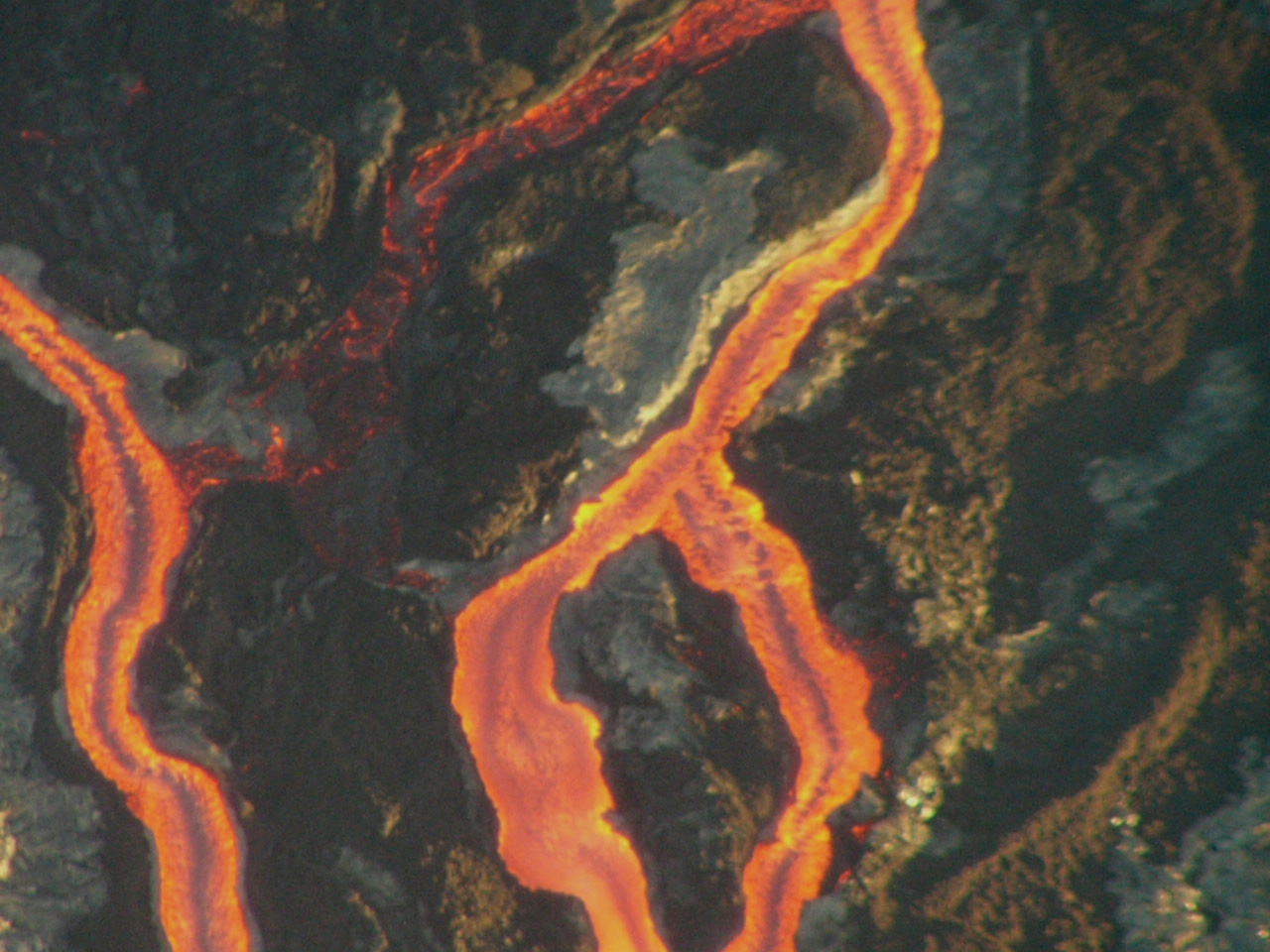
Vue aérienne de coulées de lave sur les pentes du Kīlauea à Hawaï, aux États-Unis, en 2005.

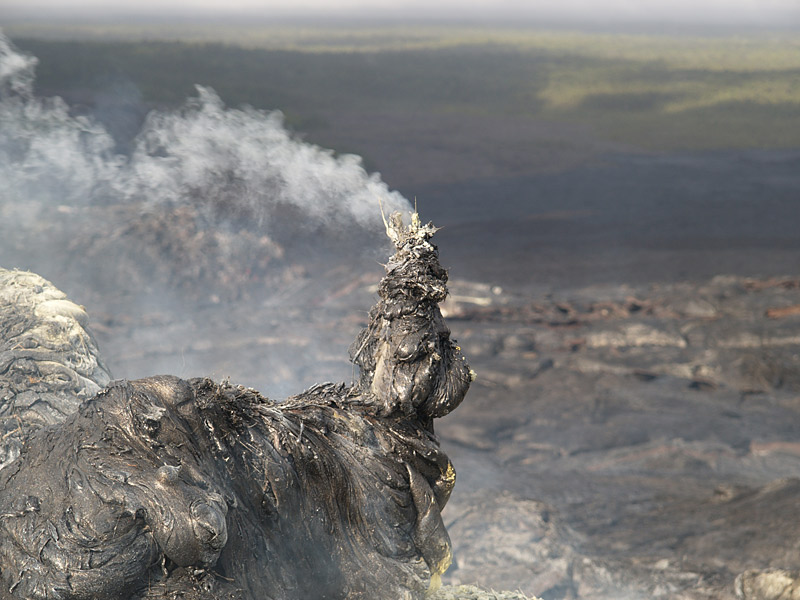
Hornito dans le Puʻu ʻŌʻō à Hawaii.

Une coulée de lave ou coulée volcanique est une formation volcanique constituée d'un épanchement de lave issue d'un volcan au cours d'une éruption. Le terme désigne aussi bien la lave fluide en mouvement que la lave solidifiée une fois refroidie lorsqu'elle est encore identifiable par rapport aux autres éléments de son environnement et notamment la végétation.
La plus longue coulée de lave sur Terre se trouve dans le parc national volcanique d'Undara, en Australie : 160 km. La plus vaste et la plus volumineuse — à l'exception des trapps — est celle de Þjórsá, en Islande : 970 km2 et 26 km3.

## Caractéristiques

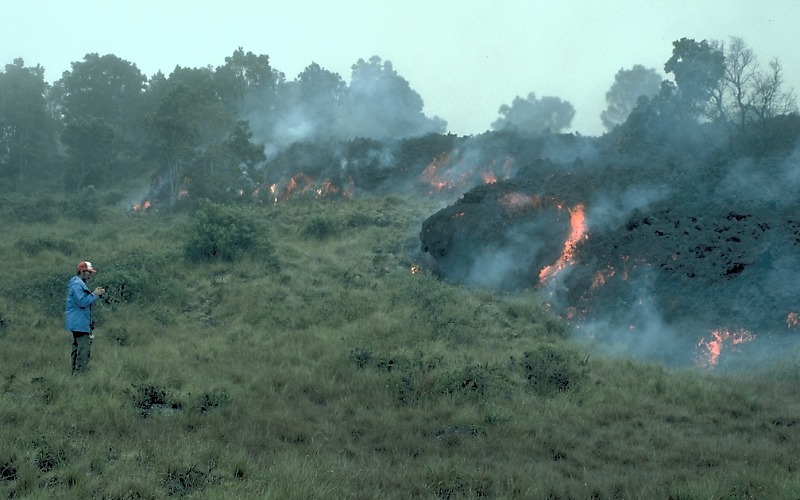
Vue du front d'une coulée de lave émise par le Mauna Loa à Hawaï, aux États-Unis, en 1984.

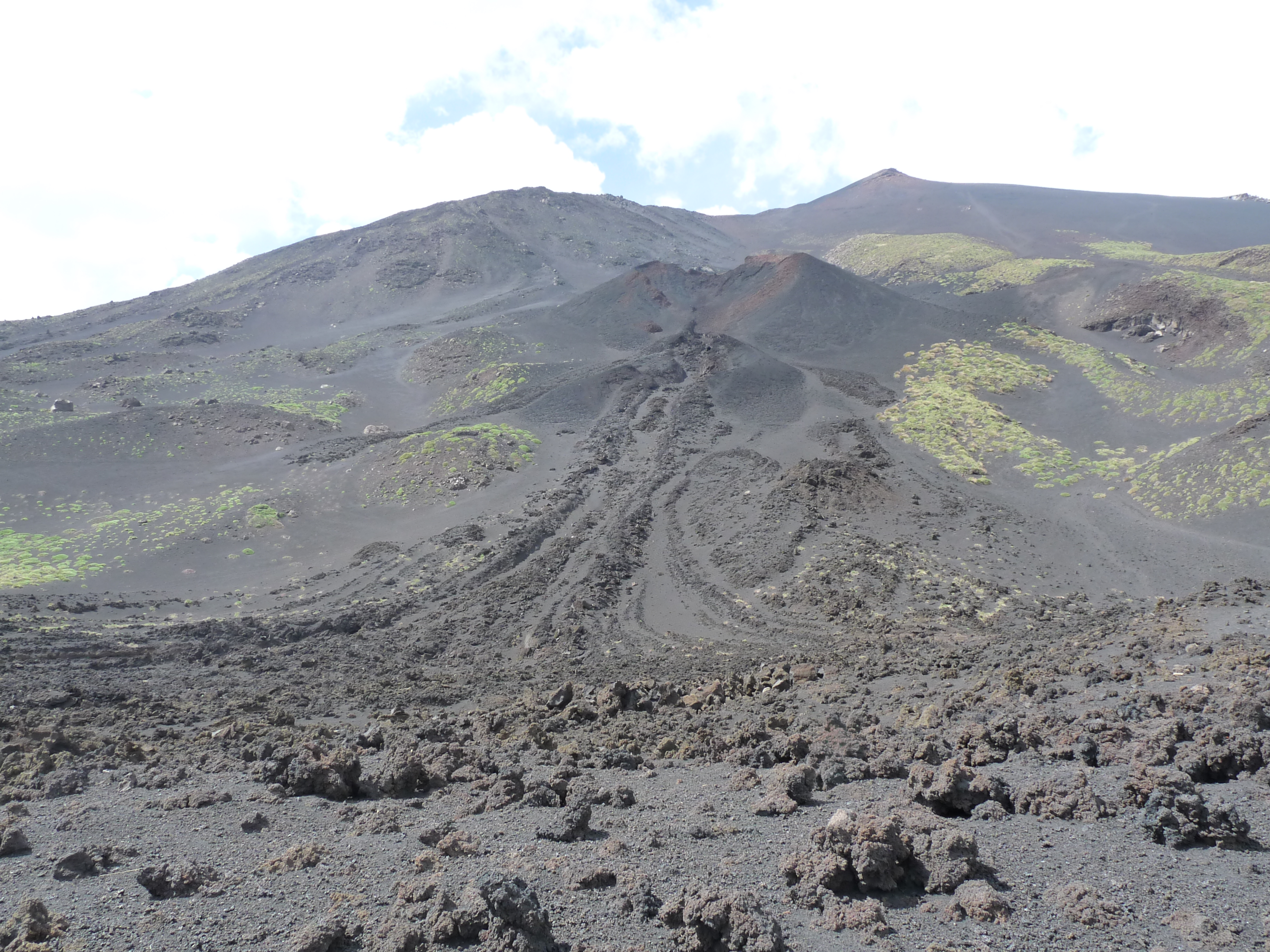
Coulée de lave sur le versant Sud de l'Etna, datant de juillet 2001

Une coulée de lave se forme au cours d'une éruption lorsqu'un volcan rejette de la lave suffisamment fluide et en quantité suffisante. Si cette lave ne peut s'écouler et si sa température se maintient suffisamment pour qu'elle reste fluide, elle peut former un lac de lave, par exemple dans le fond d'un cratère. En revanche, si cette masse de lave n'est pas entièrement contrainte par le relief, elle peut s'écouler. Comme tout fluide, la coulée de lave va suivre le sens de la plus grande pente et va avoir tendance à emprunter les talwegs qui peuvent être empruntés par des cours d'eau. Ceux-ci peuvent se retrouver partiellement ou totalement comblés. Lorsque la coulée de lave rencontre des obstacles, elle peut soit les détruire par le feu comme la végétation ou par écrasement comme les constructions légères, soit les contourner comme le relief ou les constructions massives.
En fonction de la topographie qu'elles rencontrent, les coulées de lave peuvent avoir différents aspects. Si elles s'écoulent sur une pente peu marquée, elles peuvent se scinder en plusieurs bras qui peuvent se rejoindre ou non, formant alors des îlots épargnés par la lave et appelés kīpuka, en particulier à Hawaï. À l'inverse, si elles empruntent une vallée dont elles ne peuvent s'échapper, elles formeront une seule coulée. Dans le cas où la pente est quasi nulle, la lave va divaguer sans direction précise en remplissant les quelques points bas rencontrés. Une coulée de lave est généralement large et épaisse de quelques mètres à quelques dizaines de mètres et longue de quelques mètres à plusieurs kilomètres. Le front de la coulée de lave avance généralement de quelques mètres par heure mais une fois le chemin tracé, les coulées de lave les plus rapides peuvent atteindre plusieurs dizaines de kilomètres par heure. Sur les bords d'une coulée de lave peuvent se constituer des levées, permettant à la coulée de lave de se retrouver parfois au-dessus des terrains environnants. Dans le cas où la surface de la coulée de lave se solidifie à partir des bords, la couche solidifiée peut se rejoindre au milieu, formant alors un tunnel de lave.
La vitesse d'écoulement de la lave dépend de sa viscosité, de la pente et de l'épaisseur de la croûte s'il s'en est formé une. La viscosité de la lave dépend de sa composition et de sa température. La température de la lave et l'épaisseur de la croûte dépendent de la température initiale (au point d'émission) et du temps écoulé depuis le point d'émission. Le calcul du parcours d'une coulée de lave est possible grâce à des modèles numériques, mais sujet à de nombreuses causes d'incertitude voire d'erreur. Réciproquement, la mesure de la vitesse d'écoulement permet d'estimer la viscosité. Quand la lave est très visqueuse elle peut glisser sur la pente en plus ou au lieu de s'écouler.
Une coulée de lave se solidifie par tarissement lorsque la bouche éruptive alimentant la coulée cesse de rejeter de la lave ou lorsque la lave est déviée sur une autre partie du volcan. La lave s'immobilise alors et refroidit lentement, parfois pendant des dizaines d'années en fonction de l'épaisseur de la coulée. Une fois les conditions propices réunies, la végétation peut recoloniser une coulée de lave pendant plusieurs années. Dans le cas de volcans se trouvant à proximité de plans d'eau, les coulées de lave peuvent se jeter dans la mer ou dans un lac.